# Halkların Eşitlik ve Demokrasi Partisi
Die Halkların Eşitlik ve Demokrasi Partisi (Partei für Emanzipation und Demokratie der Völker; kurz: HEDEP, seit Dezember 2023: DEM Parti), bis zum 13. Oktober 2023 bekannt als Yeşil Sol Parti (Grüne Linkspartei; YSP), ist eine politische Partei in der Türkei, die am 25. November 2012 gegründet wurde. Ihr Symbol besteht aus einem Baum, dessen violetter Stamm eine menschliche Gestalt bildet, sowie der Krone, die aus einzelnen grünen Blättern besteht, und der gelben Sonne, die mitten in der Krone den Kopf der menschlichen Gestalt bildet. Die Doppelspitze der Partei besteht aus Tülay Hatimoğulları Oruç und Tuncer Bakırhan.

## Geschichte
Die YSP, die sich ehemals Yeşiller ve Sol Gelecek Partisi (Grüne und linke Zukunftspartei) nannte, wurde am 25. November 2012 durch einen Zusammenschluss der Eşitlik ve Demokrasi Partisi (Partei für Gleichheit und Demokratie) und der Yeşiller Partisi (Partei der Grünen) gegründet. Sie definiert sich selbst als grüne Partei mit linksliberalen Ideen.
Im Jahre 2014 unterstützte die Partei Selahattin Demirtaş als Präsidentschaftskandidaten bei den türkischen Präsidentschaftswahlen 2014. Sie unterstützten außerdem die HDP bei den Parlamentswahlen im Juni 2015.
Am Zweiten Ordentlichen Parteitag vom 2. April 2016 änderte die Partei ihren Namen in Yeşil Sol Parti (YSP) um. Das heutige Parteilogo ist auf den Entschluss am zweiten Außerordentlichen Kongress vom 16. Oktober 2022 zurückzuführen. Selahattin Demirtaş schlug später vor, dass bei einem möglichen Verbot der HDP alle HDP-Fraktionskandidaten bei den Parlamentswahlen 2023 im Namen der YSP antreten würden.
Mit dem Beschluss vom 24. März 2023 vereinbarten die HDP, die Emekçi Hareket Partisi (Arbeiterbewegungspartei) und die Toplumsal Özgürlük Partisi (Gesellschaftliche Freiheitspartei), für die Präsidentschafts- und Parlamentswahlen 2023 geeint auf den Listen der YSP anzutreten mit dem Ziel, das Bündnis Millet İttifakı (Bündnis der Nation) des Oppositionsführers Kemal Kılıçdaroğlu zu stärken. Die YSP wurde daher als Schlüsselpartei für die Präsidentschaftswahlen 2023 gehandelt.
Mitte Oktober 2023 wurden mehrere Treffen der Partei, auf denen die türkischen Angriffe im Nordosten Syriens kritisiert wurden, durch die Polizei gewaltsam aufgelöst. Dabei wurden auch mindestens neun Deutsche festgenommen.
Aufgrund von Forderungen aus der Parteibasis wurde die Yeşil Sol Parti während eines außerordentlichen Parteikongresses in Halkların Eşitlik ve Demokrasi Partisi (HEDEP) umbenannt. Im Rahmen dieses Kongresses wurden auch Tülay Hatimoğulları Oruç und Tuncer Bakırhan als neue Vorsitzende der HEDEP gewählt.
Die „Partei für Emanzipation und Demokratie der Völker“ wird seit Dezember 2023 als DEM-Parti abgekürzt. Dies wurde von der Sprecherin Ayşegül Doğan in der Parteizentrale in Ankara bekannt gegeben. Die Umbenennung erfolgte aufgrund eines Einspruchs der Generalstaatsanwaltschaft des türkischen Kassationsgerichts gegen das ursprüngliche Kürzel HEDEP. Die Generalstaatsanwaltschaft argumentierte, dass HEDEP zu sehr an die vor zwanzig Jahren verbotene HADEP erinnerte. Die Partei hat gegen diesen Einspruch Berufung eingelegt und kritisiert die Entscheidung als weiteren Versuch, die Partei juristisch zu beeinträchtigen, insbesondere im Vorfeld der Kommunalwahlen im März 2024.
Die HADEP (Partiya Demokrasiya Gel), eine linksgerichtete politische Partei in der Türkei, verfolgte das Ziel, die Interessen der kurdischen Bevölkerung zu vertreten. Sie wurde im Mai 1994 gegründet, kurz nachdem das Verfassungsgericht die ähnlich ausgerichtete „Demokrasi Parti“ (DEP) verboten hatte. Neun Jahre später wurde auch die HADEP verboten, mit der Begründung, sie fördere separatistische Bestrebungen. Dieses Verbot wurde später vom Europäischen Gerichtshof für Menschenrechte als Verletzung der Organisationsfreiheit festgestellt.

## Wählerschaft
Die DEM Parti wird von einigen als mögliche Alternative zur HDP angesehen, insbesondere im Hinblick auf das drohende Verbot der HDP. Die türkische Regierung hat ihren Druck auf die HDP erhöht und sie als „Terror-Partei“ stigmatisiert, was zu einem Antrag auf Parteiverbot geführt hat. In diesem politisch angespannten Klima könnte die DEM Parti eine wichtige Rolle für diejenigen Wähler spielen, die sich mit den Zielen der HDP identifizieren, aber eine politische Heimat suchen, die nicht unmittelbar von einem Verbot bedroht ist.
Die DEM Parti teilt viele der progressiven und Minderheitenrechte befürwortenden Positionen der HDP und könnte daher für Wähler attraktiv sein, die eine ähnliche politische Ausrichtung bevorzugen.

## Kritik
Die Verbindungen zwischen der DEM Parti und der PKK (Arbeiterpartei Kurdistans), einer Untergrundorganisation, die von der Türkei und der Europäischen Union als terroristisch eingestuft wird, sind umstritten und Gegenstand intensiver Debatten. Es gibt Behauptungen, dass die DEM Parti und ihre Vorgängerparteien wie die HDP als politische Zweige der PKK angesehen werden. Diese Behauptungen basieren hauptsächlich auf der Tatsache, dass viele der politischen Parteien, die als Vertreter der kurdischen Minderheitsinteressen in der Türkei angesehen werden, von der türkischen Regierung beschuldigt wurden, Verbindungen zur PKK zu haben und als Stellvertreter für bewaffnete Aufständische wie die PKK zu fungieren.
Die Partei selbst hat solche Anschuldigungen zurückgewiesen und behauptet, dass sie eine legitime politische Organisation ist, die sich für die Rechte und Interessen der kurdischen Bevölkerung in der Türkei einsetzt.
Am 15. April 2023 fand in Düsseldorf eine Demonstration statt, bei der Tausende Menschen die Freilassung von Abdullah Öcalan forderten. Öcalan ist der in der Türkei inhaftierte Gründer der PKK. Unter den Veranstaltern befand sich auch der europäische Arm der Yeşil Sol Parti.
Eine zuvor aufgenommene Rede von Cemil Bayik, einem der aktuellen Anführer der PKK, wurde bei der Veranstaltung abgespielt. Die PKK wird für zahlreiche Anschläge in der Türkei verantwortlich gemacht und sowohl von der Türkei als auch von den USA als terroristische Organisation eingestuft. Das US-Außenministerium hat sogar ein Kopfgeld von bis zu vier Millionen Dollar auf Bayik ausgesetzt.
Foza Yusif, Mitglied der pro-kurdischen, syrischen Partei PYD, hielt ebenfalls eine Rede bei der Veranstaltung in Düsseldorf. Sie betonte die Bedeutung der Wahlergebnisse in der Türkei und forderte die Zuhörer auf, ihre Stimmen entsprechend abzugeben. Zusätzlich forderte sie die Freilassung von Öcalan. Die PYD gilt als politischer Arm der syrischen YPG, die im Kampf gegen die IS-Terrormiliz als wichtigster Verbündeter der internationalen Koalition angesehen wird. Die türkische Regierung wirft der YPG enge Verbindungen zur PKK vor.
Am 15. Oktober 2023 fand der Parteitag der Yeşil Sol Parti statt, bei dem die Partei in Halkların Eşitlik ve Demokrasi Partisi (HEDEP) umbenannt wurde. Während dieses Parteitags wurden vier Personen festgenommen, weil sie Transparente mit dem Konterfei von Abdullah Öcalan hochhielten.
Diese Ereignisse haben die Kritik an der DEM Parti weiter angeheizt. Kritiker argumentieren, dass solche Aktionen und Äußerungen die Verbindungen der Partei zur PKK und zu separatistischen Bestrebungen unterstreichen.